# Ман'яс
Озеро Ман'яс, або Куш (тур. Manyas Gölü, Kuş Gölü, означає Пташине озеро) — озеро на заході Туреччини, розташоване в регіоні Бандірма (тур. Bandırma). Невелике, багате біогенними речовинами, прісноводне озеро (середня глибина 2 м), живиться підземними водами і чотирма річками. У місцях впадання річок до озера, в дельтах, утворюються невеличкі болота. Зарості тростини Phragmites покривають більшу частину озера. Вода використання відбирається для промисловості та для зрошення. По берегах озера розташовані пасовища великої рогатої худоби і овець.

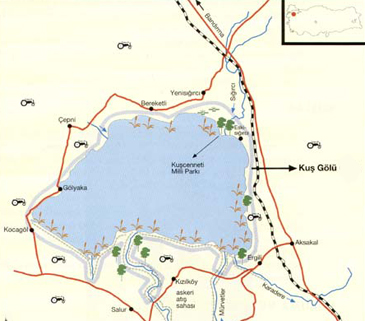
Карта озера Ман'яс